# إيفايلو سوكولوف
إيفايلو سوكولوف هو لاعب كرة قدم بلغاري في مركز الدفاع، ولد في 15 سبتمبر 1984 في صوفيا في بلغاريا. لعب مع فيهرين ساندانسكي ونادي بيركيركارا ونادي فلوريانا ونادي لوكوموتيف صوفيا.

## وصلات خارجية
- إيفايلو سوكولوف على موقع قاعدة بيانات كرة القدم.إي يو (الإنجليزية)